# حمادة (الدقهلية)
قرية حماده هي إحدى القرى التابعة لمركز دكرنس في محافظة الدقهلية في جمهورية مصر العربية. حسب إحصاءات سنة 2006، بلغ إجمالي السكان في حماده 3454 نسمة، منهم 1823 رجل و1631 امرأة.